# Tour de Francia 1969
El 56.º Tour de Francia se disputó entre el 28 de junio y el 20 de julio de 1969 con un recorrido de 4117 km. dividido en un prólogo y 22 etapas de las que la primera, la octava y la vigésimo segunda estuvieron divididas en dos sectores.
Participaron 130 ciclistas repartidos en 13 equipos de 10 corredores de los que solo lograron llegar a París 86 ciclistas destacando en esta faceta el equipo Faema, el único que logró finalizar la prueba con todos sus integrantes.
Eddy Merckx, que había sido descalificado en el Giro de Italia por dar positivo en un control antidopaje, se beneficia de una rebaja en la pena impuesta y puede así participar en su primer Tour haciéndose con la primera de las cinco victorias que logrará en la ronda francesa.También logrará hacerse con las restantes clasificaciones incluida la de equipos ya que forma parte del equipo Faema.
El vencedor cubrió la prueba a una velocidad media de 35,296 km/h.

## Etapas
| Etapa    | Fecha  | Recorrido                                | Distancia (km) | Ganador             | Líder          |
| -------- | ------ | ---------------------------------------- | -------------- | ------------------- | -------------- |
| Prólogo  | 28 jun | Roubaix                                  | 10,4 (CR)      | Rudi Altig          | Rudi Altig     |
| 1.ª (2)  | 29 jun | Roubaix- Woluwe-Saint-Pierre             | 147            | Marino Basso        | Rudi Altig     |
| 1.ª (2)  | 29 jun | Woluwe-Saint-Pierre- Woluwe-Saint-Pierre | 16 (CRE)       | Faema               | Eddy Merckx    |
| 2.ª      | 30 jun | Woluwe-Saint-Pierre- Maastricht          | 181,5          | Julien Stevens      | Julien Stevens |
| 3.ª      | 1 jul  | Maastricht-Charleville-Mézières          | 213,5          | Eric Leman          | Julien Stevens |
| 4.ª      | 2 jul  | Charleville-Mézières-Nancy               | 214            | Rik van Looy        | Julien Stevens |
| 5.ª      | 3 jul  | Nancy-Mulhouse                           | 193,5          | Joaquim Agostinho   | Désiré Letort  |
| 6.ª      | 4 jul  | Mulhouse-Ballon d'Alsace                 | 133,5          | Eddy Merckx         | Eddy Merckx    |
| 7.ª      | 5 jul  | Belfort-Divonne-les-Bains                | 241            | Mariano Díaz Díaz   | Eddy Merckx    |
| 8.ª (1)  | 6 jul  | Divonne-les-Bains-Divonne-les-Bains      | 9 (CR)         | Eddy Merckx         | Eddy Merckx    |
| 8.ª (2)  | 6 jul  | Divonne-les-Bains-Thonon-les-Bains       | 136.5          | Michele Dancelli    | Eddy Merckx    |
| 9.ª      | 7 jul  | Thonon-les-Bains-Chamonix                | 111            | Roger Pingeon       | Eddy Merckx    |
| 10.ª     | 8 jul  | Chamonix-Briançon                        | 220.5          | Herman Van Springel | Eddy Merckx    |
| 11.ª     | 9 jul  | Brianzón-Digne-les-Bains                 | 198            | Eddy Merckx         | Eddy Merckx    |
| 12.ª     | 10 jul | Digne-les-Bains-Aubagne                  | 161,5          | Felice Gimondi      | Eddy Merckx    |
| 13.ª     | 11 jul | Aubagne-La Grande Motte                  | 195,5          | Guido Reybrouck     | Eddy Merckx    |
| 14.ª     | 12 jul | La Grande Motte-Revel                    | 234,5          | Joaquim Agostinho   | Eddy Merckx    |
| 15.ª     | 13 jul | Revel-Revel                              | 18,5 (CR)      | Eddy Merckx         | Eddy Merckx    |
| 16.ª     | 14 jul | Castelnaudary-Luchon                     | 199            | Raymond Delisle     | Eddy Merckx    |
| 17.ª     | 15 jul | Luchon-Mourenx                           | 214,5          | Eddy Merckx         | Eddy Merckx    |
| 18.ª     | 16 jul | Mourenx-Burdeos                          | 201            | Barry Hoban         | Eddy Merckx    |
| 19.ª     | 17 jul | Burdeos-Brive-la-Gaillarde               | 192,5          | Barry Hoban         | Eddy Merckx    |
| 20.ª     | 18 jul | Brive-la-Gaillarde-Puy de Dôme           | 198            | Pierre Matignon     | Eddy Merckx    |
| 21.ª     | 19 jul | Clermont-Ferrand-Montargis               | 329,5          | Herman Van Springel | Eddy Merckx    |
| 22.ª (1) | 20 jul | Montargis-Créteil                        | 111,5          | Joseph Spruyt       | Eddy Merckx    |
| 22.ª (2) | 20 jul | Créteil-París                            | 37 (CR)        | Eddy Merckx         | Eddy Merckx    |

CR = Contrarreloj individual
CRE = Contrarreloj por equipos

## Clasificación general
| Clasificación general |                     |                                  |                   |
| Ciclista              | Ciclista            | Equipo                           | Tiempo            |
| --------------------- | ------------------- | -------------------------------- | ----------------- |
| 1.º                   | Eddy Merckx         | Faema                            | 116 h 16 min 02 s |
| 2.º                   | Roger Pingeon       | Peugeot-BP-Michelin              | + 17 min 54 s     |
| 3.º                   | Raymond Poulidor    | Mercier-BP-Hutchinson            | + 22 min 13 s     |
| 4.º                   | Felice Gimondi      | Salvarani                        | + 29 min 24 s     |
| 5.º                   | Andrés Gandarias    | Kas-Kaskol                       | + 33 min 04 s     |
| 6.º                   | Marinus Wagtmans    | Willem II-Gazelle                | + 33 min 57 s     |
| 7.º                   | Pierfranco Vianelli | Molteni                          | + 42 min 40 s     |
| 8.º                   | Joaquim Agostinho   | Frimatic-de Gribaldy-Viva-Wolber | + 51 min 24 s     |
| 9.º                   | Désiré Letort       | Peugeot-BP-Michelin              | + 51 min 41 s     |
| 10.º                  | Jan Janssen         | Bic                              | + 52 min 56 s     |